# Дворец бракосочетания (Ростов-на-Дону)

Скульптурная композиция
«Нахалёнок и гуси»

Дворец бракосочетания — административное здание в Кировском районе Ростова-на-Дону, находящееся по адресу: Университетский переулок, 48.

## История и деятельность
В начале XX века в Ростове-на-Дону была построена греческая Благовещенская церковь, которая располагалась в Ткачёвском переулке (ныне Университетский). В 1930-х годах храм был закрыт и приспособлен под детскую техническую станцию. Во время немецкой оккупации города он был снова открыт. Закрыта церковь окончательно была в 1959 году её здание было передано соседней школе школы № 7, а в бывшей церкви разместился спортзал и учебно-производственные мастерские. В 1964 году храм был снесён, а на его фундаменте построили Театр кукол (Университетский переулок, 46).
В 1892 году рядом с Благовещенским храмом была построена гимназия, которая в начале XX века была преобразована в двухклассное греческое училище Эллинского благотворительного общества. Это здание было построено на деньги Харлампия Афанасьевича Феофани в память о своем покойном брате Фёдоре.
После Октябрьской революции и до 1973 года здание использовалось как школьное. В 1973 году в нём разместился отдел ЗАГС Кировского района города Ростов-на-Дону, который пользуется популярностью у молодожёнов всего города. Двухэтажное здание ЗАГСа находится в центре города. Внутри имеются два зала: малый — на первом этаже для неторжественной церемонии, а также большой на втором этаже — для торжественного обряда, на котором могут присутствовать много гостей. На второй этаж ведёт большая широкая лестница, двери зала с аутентичными инкрустациями, имеется витраж с изображением птицы счастья и большие напольные вазы.
Фасад здания украшает четырёхколонный портал с треугольным фронтоном, напоминающий о подобном портале греческой Благовещенской церкви. Проект здания выполнил архитектор Ян Занис, декоративно-прикладные работы проводил художник-монументалист Е. С. Дрампьян, напольные вазы создала Н. В. Эльдарова.
Напротив ЗАГСа располагается скамья примирения — своеобразный символ крепости семейных уз. Перед зданием находится скульптурная композиция из бронзы «Нахалёнок и гуси» (скульптор — Николай Васильевич Можаев, Заслуженный художник Украинской ССР).